# Avessac
Avessac település Franciaországban, Loire-Atlantique megyében. Lakosainak száma 2451 fő (2022. január 1.). Avessac La Chapelle-de-Brain, Renac, Sainte-Marie, Fégréac, Guémené-Penfao, Massérac, Plessé és Saint-Nicolas-de-Redon községekkel határos.

## Népesség
A település népességének változása:
| Lakosok száma | 2405 | 2395 | 2233 | 2357 | 2542 | 2525 | 2476 | 2458 | 2444 | 2451 |
|               | 1968 | 1982 | 1990 | 2006 | 2013 | 2015 | 2017 | 2019 | 2020 | 2022 |